# القصف الصاروخي على الرياض 2018
الهجوم الصاروخي على الرياض 2018 هو سلسلة هجوم من سبعة صواريخ أُطلقت على في المملكة العربية السعودية من قِبل الحوثيين في اليمن في مارس 2018. حسب قوات التحالف فإنّ القوات السعودية قد تمكنت من تدمير الصواريخ السبع بأكملها. لكن وفي المقابل فقد أكد المحلل والخبير جيفري لويسمدير أن السعودية قد فشلت في اعتراض عددٍ من الصواريخ بسبب خلل في منظومة إم آي إم-104 باتريوت . أدان مجلس الأمن التابع للأمم المتحدة الهجوم وعاود مطالبته بضرورة الوصول لحل سياسي للأزمة في اليمن بدل الحلول العسكرية.